# UNOTIL

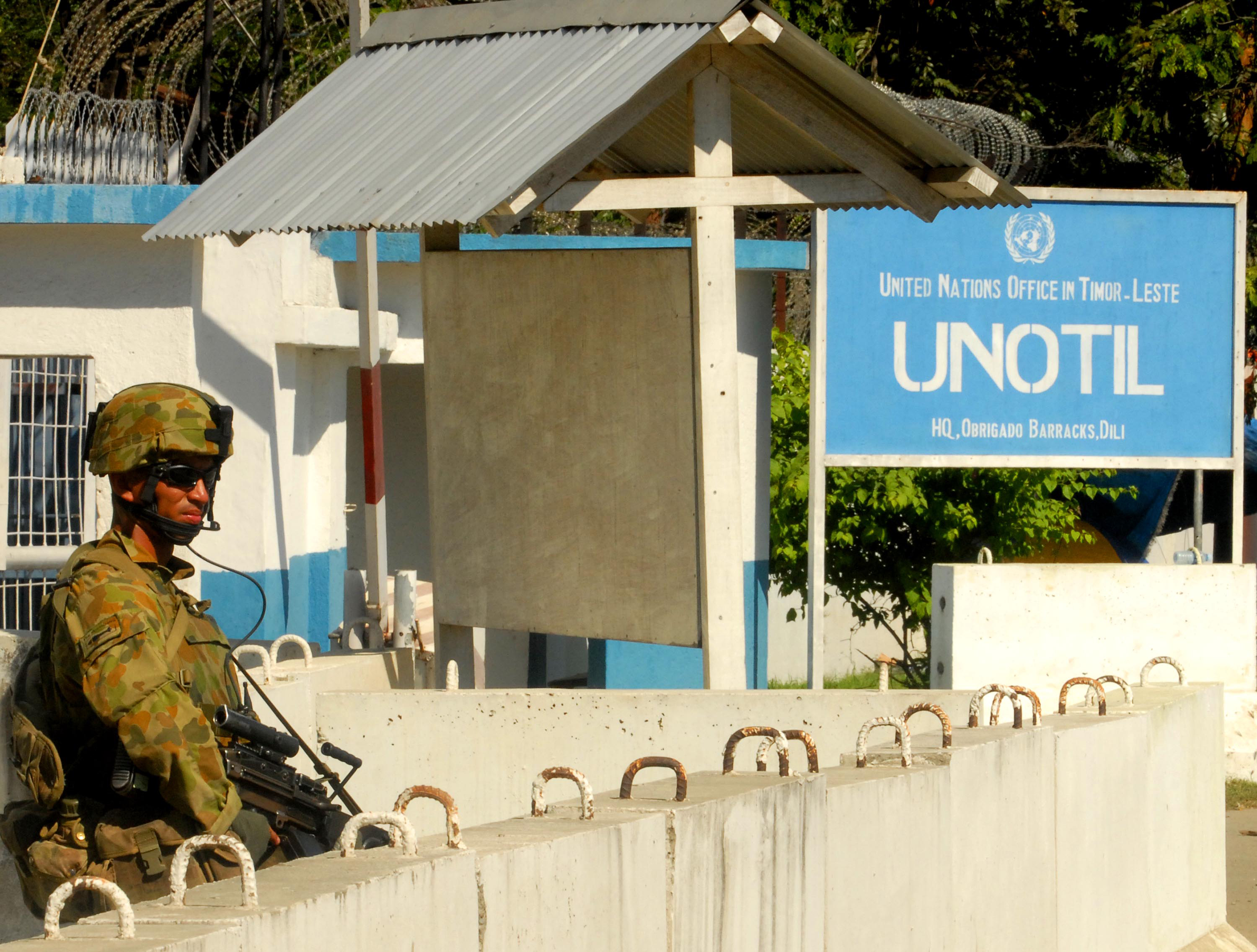
Kwatera UNOTIL

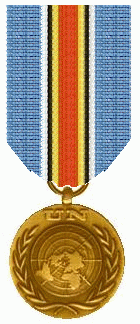
Medal UNOTIL

UNOTIL (United Nations Office in Timor Leste; Biuro Narodów Zjednoczonych w Timorze Wschodnim)  – misja pokojowa ONZ o charakterze politycznym (składająca się z personelu cywilnego) działająca od 20 maja 2005 do 26 sierpnia 2006 roku w Timorze Wschodnim. Decyzja o jej powstaniu została zawarta w rezolucji Rady Bezpieczeństwa ONZ nr 1599. Misja miała za zadanie służyć rządowi Timoru pomocą w budowie instytucji państwowych (chociażby służb bezpieczeństwa), w szczególności poprzez udział w szkoleniu ich pracowników i funkcjonariuszy.

## Wygaszenie mandatu
Do wygaszenia mandatu misji miało pierwotnie dojść 19 maja 2006 roku. Pomimo wydania już wewnątrz ONZ rekomendacji związanych z wycofaniem misji z Timoru Wschodniego, wydarzenia kwietnia roku 2006 skłoniły UNOTIL do pozostania w kraju do 20 sierpnia 2006. Wtedy mandat misji wygasł.

## Skutki misji
Działalność polityczna ONZ w Timorze Wschodnim reprezentowana przez UNOTIL, została zastąpiona przez misję UNMIT, składającą się głównie z personelu policyjnego. 
Uczestnikom misji UNOTIL przysługiwał medal UNOTIL, jeden z Medali W Służbie Pokoju.